# Національ (готель, Москва)
Готель «Національ» — готель у центрі Москви класу «5 зірок». Будівля готелю займає кут Тверської та Мохової вулиць, бувши також важливим компонентом архітектурного вигляду Манежної площі.

## Сучасний стан
Нині готель є одним з найбільш комфортабельних у Москві. У 2006 році готель, отримавши офіційну назву «Рояль Мерідієн Національ», увійшов до міжнародної готельної корпорації «Starwood Hotels & Resorts Worldwide». З 1 вересня 2009 року, після чергової реновації, готель «Національ» змінив бренд «Le Royal Meridien» на «The Luxury Collection», який також належить компанії «Starwood Hotels & Resorts Worldwide». З цього моменту готель має ім'я «Hotel National, a Luxury Collection Hotel». Готель має у своєму розпорядженні 206 номери, у тому числі 37 номерів класу "люкс"з видом на Кремль та індивідуальним дизайном і мебльованими антикварними меблями, а також багатофункціональним конференц-залом. «Національ» неодноразово відзначався званням «Кращого готелю Росії в категорії п'ять зірок» і володіє «Королівським статусом». Серед гостей «Національ» — глави держав і урядів, зірки шоубізнесу, відомі діячі культури.